# Trois Jeunes Filles à la page
Série Les trois jeunes filles
Les trois jeunes filles ont grandi (1939)
Pour plus de détails, voir Fiche technique et Distribution.
 Trois Jeunes Filles à la page (titre original : Three Smart Girls) est un film musical américain en noir et blanc réalisé par Henry Koster, sorti en 1936.
Il sacre l'actrice principale, Deanna Durbin, star à quatorze ans. Le film sera nommé aux Oscars dans la catégorie du meilleur film, et deux suites seront tournées : Les trois jeunes filles ont grandi (Three Smart Girls Grow Up) en 1939 et Liens éternels (Hers to hold, 1943).

## Synopsis
En vacances en Suisse, les trois sœurs Craig apprennent le remariage prochain de leur père, divorcé de leur mère depuis plusieurs années. Cette dernière est restée fidèle à son ex-mari. Elles rentrent aussitôt à New York afin de sauver leur père des griffes de la vénale et mondaine Donna et de sa non moins vénale mère. Ce faisant, les deux sœurs aînées, Grey et Read, nourrissent de doux sentiments envers Bill Evans et le comte Michael Stuart. Les choses se compliquent lorsque Bill pense que Michael n'est pas comte et qu'il courtise Donna uniquement pour l'éloigner du père des sœurs Craig.

## Fiche technique
- Titre français:  Trois jeunes Filles à la page
- Titre original : Three Smart Girls
- Réalisateur : Henry Koster
- Production : Joe Pasternak (producteur associé) et Charles R. Rogers (producteur exécutif)
- Société de production : Universal Pictures
- Scénario : Adele Comandini d'après une histoire de Adele Comandini
- Direction musicale : Charles Previn
- Musique : Frank Skinner, Heinz Roemheld (non crédité)
- Directeur de la photographie : Joseph A. Valentine
- Cadreur : Elwood Bredell (non crédité)
- Montage : Ted J. Kent
- Costumes : Albert Nickels
- Pays de production : États-Unis
- Langue : anglais
- Format : noir et blanc - Son : Mono (Western Electric Noiseless Recording)
- Durée : 84 minutes
- Genre : Comédie musicale
- Dates de sortie :
  - États-Unis : 20 décembre 1936
  - France : 12 mars 1937

## Distribution
- Barbara Read : Kay Craig
- Nan Grey : Joan Craig
- Deanna Durbin : 'Penny' Craig
- Ray Milland : Lord Michael Stuart
- Binnie Barnes (VF : Lita Recio) : Donna Lyons
- Charles Winninger : Judson Craig
- Alice Brady : Mme Lyons
- Mischa Auer : Comte Arisztid
- Ernest Cossart : Binns
- Lucile Watson : Martha Trudel
- John 'Dusty' King : Bill Evans
- Nella Walker : Dorothy Craig
- Hobart Cavanaugh : Wilbur Lamb

Et, parmi les acteurs non crédités :
- Lane Chandler : l'officier de police Jack
- Charles Coleman : Stevens
- Joyce Compton : la secrétaire de Judson
- Albert Conti : un ami du comte
- John Hamilton : un lieutenant de police
- Robert Homans : le policier dans le parc

## Autour du film
- La société de production Universal Pictures fut sauvée de la faillite grâce à cette comédie musicale à petit budget[1]. Les studios Metro-Goldwyn-Mayer avaient découvert la jeune Deanna Durbin dans un court-métrage avec Judy Garland, Every Sunday, mais ils laissèrent échapper la talentueuse chanteuse au profit de Joe Pasternak, alors producteur à Universal[1]. Le film, qui coûta 326 000 dollars, rapportera 1 635 800 dollars[2]. Un succès qui se confirmera avec les films suivants de Deanna Durbin.

## Sortie en DVD
- Trois Jeunes Filles à la page ; Éditeur : Universal Pictures, 15 avril 2013, ASIN: B00MPR8BFC, Gencod : 5050582945973, Référence : D74287

## Source
- Trois jeunes filles à la page et les affiches françaises du film, sur EncycloCiné